# لودفيغ بيكر (رسام)
لودفيغ بيكر (بالألمانية: Ludwig Becker؛ بالإنجليزية: Ludwig Becker) هو رسام توضيحي ورسام أسترالي وألماني، ولد في 5 سبتمبر 1808 في Rödelheim ‏ في ألمانيا، وتوفي في 29 أبريل 1861.